# Муди, Рон
Рон Му́ди (англ. Ron Moody, при рождении Ро́нальд Му́дник (англ. Ronald Moodnick); 8 января 1924 — 11 июня 2015) — британский актёр.

## Биография
Родился в районе Тоттенхэм на севере Лондона в январе 1924 года в семье евреев, выходцев из Российской империи и Литвы. В 1930 году его семья официально сменила фамилию на Муди. В юности он собирался стать социологом, для чего поступил в Лондонскую школу экономики, но в итоге, увлёкшись театром и кинематографом, решил стать актёром.
В конце 1950-х Рон Муди дебютировал на британском телевидении, а затем появился и на большом экране. Среди первых его ролей в кино — премьер-министр Руперт Маунтджой в комедии «Мышь на Луне» (1963) и доктор Дриффолд Косгуд в вольной экранизации романа Агаты Кристи «Самое жуткое убийство» (1964), в которых его партнёршей была Маргарет Рутерфорд. Популярность актёру принесла роль Феджина в мюзикле Кэрола Рида «Оливер!», по мотивам романа Чарльза Диккенса «Приключения Оливера Твиста». За эту роль он получил премию «Золотой глобус» и приз VI Московского кинофестиваля, а также был номинирован на «Оскара». Год спустя Муди снялся ещё в одной экранизации романа Диккенса — телевизионном фильме «Дэвид Копперфилд». В 1970 году он сыграл Ипполита Воробьянинова в комедийной буффонаде Мэла Брукса «Двенадцать стульев». В последующие годы своей актёрской карьеры Рон Муди исполнил ещё полсотни ролей в нескольких кинофильмах, телевизионных шоу и театральных постановках.